# New York Cosmos 1983
Questa voce raccoglie le informazioni riguardanti i New York Cosmos nelle competizioni ufficiali della stagione 1983.

## Maglie e sponsor
Le divise prodotte dalla ellesse vengono confermate.
| Manica sinistra · Maglietta · Maglietta · Manica destra · Pantaloncini · Calzettoni | Manica sinistra · Maglietta · Maglietta · Manica destra · Pantaloncini · Calzettoni |  |

## Organigramma societario
Area direttiva
- Presidente:

Area tecnica
- Allenatore: Julio Mazzei
- Allenatore portieri: Miguel De Lima[2]

## Rosa
| N. |                           | Ruolo | Calciatore           |
| -- | ------------------------- | ----- | -------------------- |
| 1  | Germania Ovest (bandiera) | P     | Hubert Birkenmeier   |
| 2  | Iran (bandiera)           | D     | Andranik Eskandarian |
| 3  | Canada (bandiera)         | D     | Robert Iarusci       |
| 5  | Stati Uniti (bandiera)    | C     | Rick Davis           |
| 5  | Stati Uniti (bandiera)    | D     | Darryl Gee           |
| 6  | Germania Ovest (bandiera) | D     | Franz Beckenbauer    |
| 7  | Paraguay (bandiera)       | C     | Julio César Romero   |
| 8  | Jugoslavia (bandiera)     | C     | Vladislav Bogićević  |
| 9  | Italia (bandiera)         | A     | Giorgio Chinaglia    |

| N. |                              | Ruolo | Calciatore        |
| -- | ---------------------------- | ----- | ----------------- |
| 12 | Stati Uniti (bandiera)       | A     | Steve Moyers      |
| 13 | Paesi Bassi (bandiera)       | C     | Johan Neeskens    |
| 14 | Trinidad e Tobago (bandiera) | C     | Richard Chinapoo  |
| 15 | Paesi Bassi (bandiera)       | D     | Wim Rijsbergen    |
| 16 | Stati Uniti (bandiera)       | C     | Angelo DiBernardo |
| 17 | Stati Uniti (bandiera)       | C     | Erhardt Kapp      |
| 19 | Paraguay (bandiera)          | A     | Roberto Cabañas   |
| 21 | Stati Uniti (bandiera)       | P     | David Brcic       |
| 23 | Stati Uniti (bandiera)       | C     | Mike Fox          |

## Statistiche

### Statistiche di squadra
| Competizione | Punti | Totale | Totale | Totale | Totale | Totale | ‰ |
| Competizione | Punti | G      | V      | P      | Gf     | Gs     | ‰ |
| ------------ | ----- | ------ | ------ | ------ | ------ | ------ | - |
| NASL         | -     | 32     | 22     | 10     | 89     | 54     | - |